# Бой под Городнёй
Бой под Городнёй — эпизод Отечественной войны 1812 года, боестолкновение, произошедшее 12 [25] октября 1812 года, в ходе которого русский казачий отряд был близок к тому, чтобы захватить в плен императора Наполеона.

## Описание

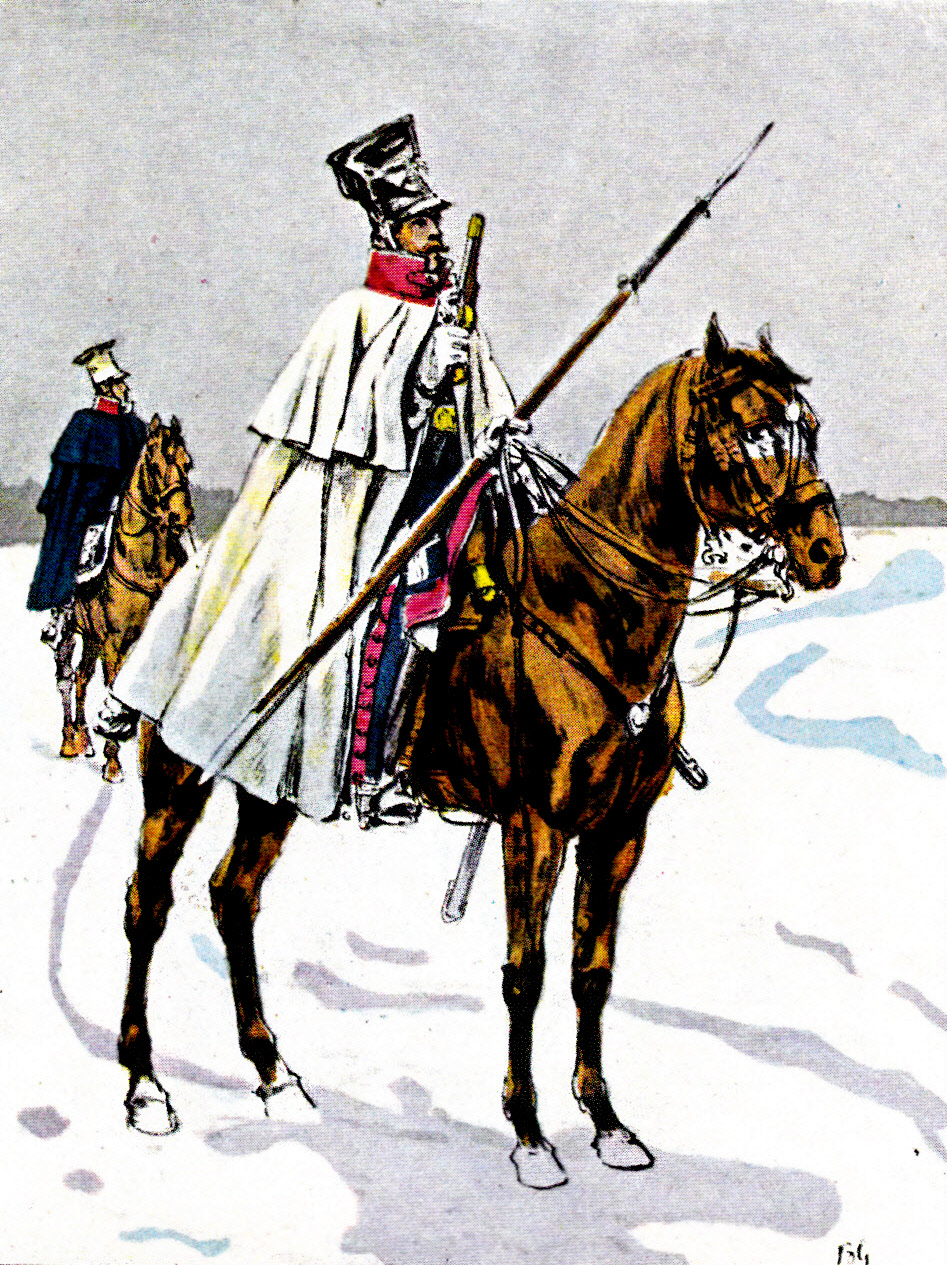
Польский улан французской императорской гвардии в 1812 году. Художник Бронислав Гембаржевский.

На следующий день после неудачного для французов сражения под Малоярославцем, Наполеон со штабом остановился в деревне Городня (ныне — Боровский район Калужской области).
По своему обыкновению, Наполеон со своей свитой лично отправился на рекогносцировку местности. Императора сопровождали (согласно упоминаниям очевидцев событий), по крайней мере, следующие лица: начальник штаба армии маршал Бертье, дивизионные генералы Лористон, Коленкур, Рапп, Мутон (граф Лобау), Дюронель, бригадный генерал Пац, офицеры для поручений императора (в том числе, капитан Гурго, в дальнейшем сопровождавший Наполеона на остров Святой Елены) и адъютанты остальных военачальников. В некоторых источниках, среди лиц, находившихся в тот день рядом с императором, упоминаются также маршал Бессьер (по другим данным, он появился позже) и маршал Мюрат (которого в тот момент рядом с Наполеоном скорее всего не было).
Кавалерийское прикрытие императорской свиты было весьма слабым. По штату оно должно было состоять из трёх кавалерийских взводов от трёх различных полков гвардии, однако в основном мемуаристами упоминается один взвод: французских гвардейских польских улан под командованием лейтенанта Иоахима Хемпеля. Штатная численность кавалерийского взвода составляла 29 всадников, таким образом, всадников прикрытия могло быть от 29 до 87 человек.
На открытой местности Наполеон и его свита в сумерках были атакованы казаками генерала Алексея Васильевича Иловайского. Отряд Иловайского, выделенный из состава корпуса Платова, по всей вероятности, состоял из двух свежих, только что прибывших с Дона казачьих трёхполковых бригад (самого Иловайского и Дмитрия Евдокимовича Грекова). Численность шести пятисотенных полков была близка к комплектной и составляла около 3 000 всадников, однако все ли они принимали участие в атаке — неизвестно.
При появлении казаков, чины свиты Наполеона обнажили сабли. Многие из них, вместе с солдатами и офицерами прикрытия, непосредственно вступили с казаками в рукопашный бой. Лошадь генерала Раппа, губернатора Данцига и Страсбурга, была ранена в грудь казачьей пикой (глубина раны, по воспоминаниям генерала, составила шесть дюймов). Вскоре к обороняющимся присоединился подошедший эскадрон французских гвардейских польских улан (из которого ранее был выделен взвод прикрытия) во главе с шефом эскадрона бароном Козетульским, главным героем битвы при Сомосьерре (1808), открывшей французам дорогу на Мадрид. Следом подошёл эскадрон конных егерей императорской гвардии во главе с шефом эскадрона бароном Кирманном. Но и после этого превосходство казаков оставалось значительным — их оставалось до 3 000 против всего 300 французских всадников. Впрочем, поблизости ещё присутствовал французский артиллерийский парк (но не сами орудия), однако обозные (нестроевые) солдаты не столько сражались, сколько загромождали дорогу.
Прибытие маршала Бессьера во главе неуточнённого числа гвардейских драгун и гвардейских конных гренадер решило дело в пользу французов. Часть казаков были отброшены на повозки артиллерийского парка, но большинство просто отступили рассыпным строем, чтобы затруднить французам преследование. Так как бой продлился не более получаса и в нём использовалось, в основном, холодное оружие, артиллерия не применялась совсем, а преследования как такового практически не было, потери казаков, были, вероятно, незначительны. Поэтому указанные Наполеоном в официальном «бюллетене» цифры (600 убитых и раненых казаков) можно признать совершенно недостоверными.
С французской стороны был ранен казачьей пикой шеф уланского эскадрона барон Козетульский. Был ранен и шеф конно-егерского эскадрона барон Кирманн. Из числа чинов императорской свиты, полковник (по другим данным — капитан) Ле Куте, адъютант маршала Бертье, одержав верх в единоборстве с казаком, вооружился «трофейной» казачьей пикой. В условиях плохой видимости, одетый в шинель, скрывающую мундир, с казачьей пикой в руках, полковник Ле Куте был тяжело ранен французским гвардейским конно-гренадером, спутавшим его с одним из русских всадников. Известно также, что ранения получили ещё шестеро французских кавалерийских офицеров — трое конных егерей и трое драгун. Таким образом, всего было ранено не менее девяти офицеров, однако никто из генералов и маршалов (не говоря уже про императора) не пострадал.
Решающим фактором, сыгравшим в пользу французов стало то обстоятельство, что в условиях плохой видимости (сражение происходило в сумерках) казаки вообще не поняли, что их противником является лично император Наполеон. В своем донесении Кутузову о рейде Иловайского атаман Платов ни словом не упомянул о Наполеоне, и лишь кратко в общих чертах перечислил трофеи, которые были захвачены казаками в разных местах в тот день. Как Иловайский, непосредственно командовавший сражением с русской стороны, так и Платов посчитали, что их противником являлась обыкновенная французская кавалерийская часть. По этой причине в бою под Городнёй казаки применили свою обычную стратегию — атаковали слабый отдельный отряд и отступили, когда этот отряд усилился.

## Последствия
Вернувшись в свою ставку в Городню, Наполеон, находившийся в сложном эмоциональном состоянии, собрал военный совет, на котором принял судьбоносное решение перестать пытаться прорваться к Калуге и отступать по Старой Смоленской дороге.
По словам французских мемуаристов, именно начиная с боя под Городнёй казаки начали внушать неподдельный страх солдатам и офицерам французской армии.

Именно с этого момента началась та эпоха страха, который с тех пор казаки всегда внушали нашим солдатам. Я не хочу этим оскорбить храбрость наших войск; но казаки действовали на их боевой дух, являясь из ниоткуда подобием призраков и символических видений.— Nicolas Louis Planat de la Faye, французский офицер, участник кампании
Чудом избежав пленения, находясь под впечатлением произошедшего, Наполеон приказал своему личному хирургу барону Александру Урбэну Ивану изготовить яд, который можно будет держать при себе, чтобы в случае опасности успеть покончить с собой, а не попасть в плен.

## В искусстве
Бой под Городнёй в произвольной форме обыгран в мультфильме «Северные амуры», посвящённым участию башкирской кавалерии в Отечественной войне 1812 года.

## Память
В память о событиях, 25 октября 2012 года, к двухсотлетию Отечественной войны 1812 года, на въезде в деревню Городня был установлен памятный камень.